# Csíki-havasok
A Csíki-havasok (románul Munții Ciucului) egy középmagas hegyvonulat Hargita megye  keleti részén. Határai: északon a Hagymás-hegység, nyugaton a Csíki-medence, keleten a Tarkő-hegység, a Tatros völgye és a Nemere-hegység, délen a Csomád-hegység (Hargita) és a Bodoki-hegység. Legmagasabb pontjai a Naskalat-hegységben található Naskalat-tető (1550 m) és az Egerszéktől keletre található Saj-havas (1553 m).

## Földrajz
A Csíki-havasok főleg kristályos palákból és tengeri ülledékekből áll. Vannak még mészkövek, dolomitok és konglomerátok is. A hegység közepén halad át a Gyimesi-hágó, amely összeköti a Csíki-medencét a Tatros folyó völgyével. Itt találhatók a Gyimesek néven ismert csángó települések: Gyimesbükk, Gyimespalánka, Gyimesközéplok, Gyimesfelsőlok. A Csíki-havasok délen körbe veszik a Kászoni-medencét.

## Képek

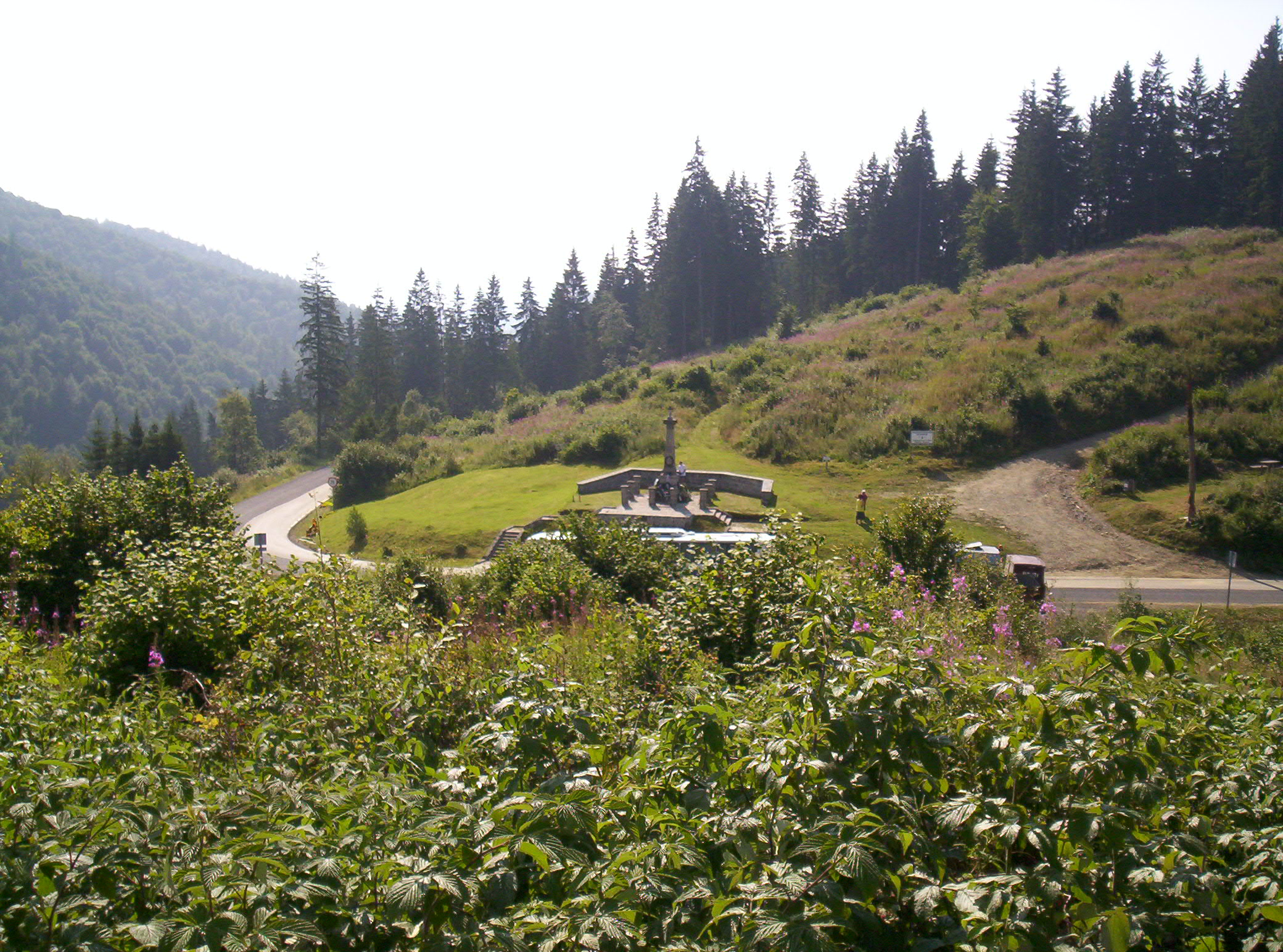
A Nyerges-tető a Csíki-havasok és a Torjai-hegyek találkozásánál
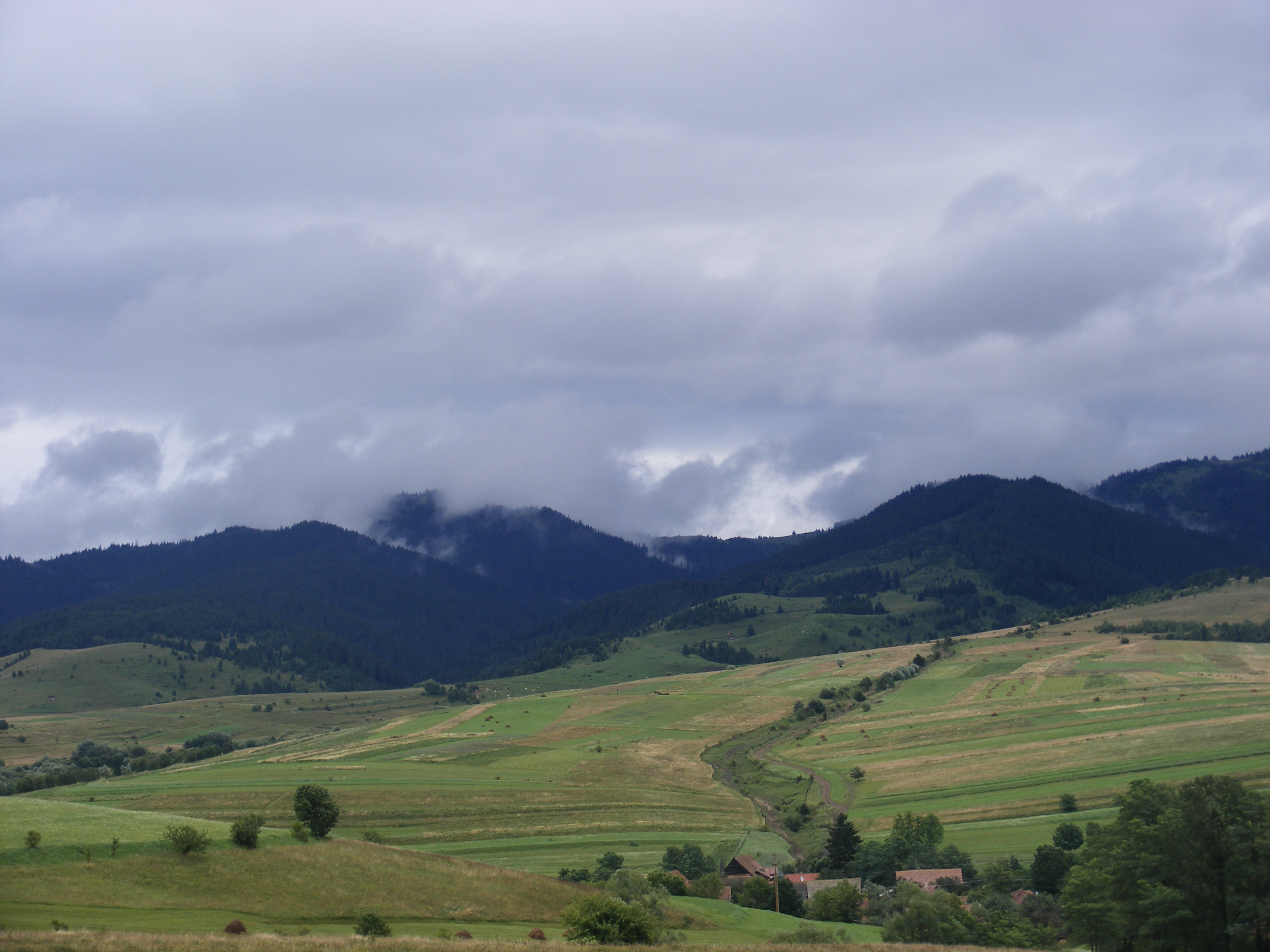
Ködben a Csíki-havasok
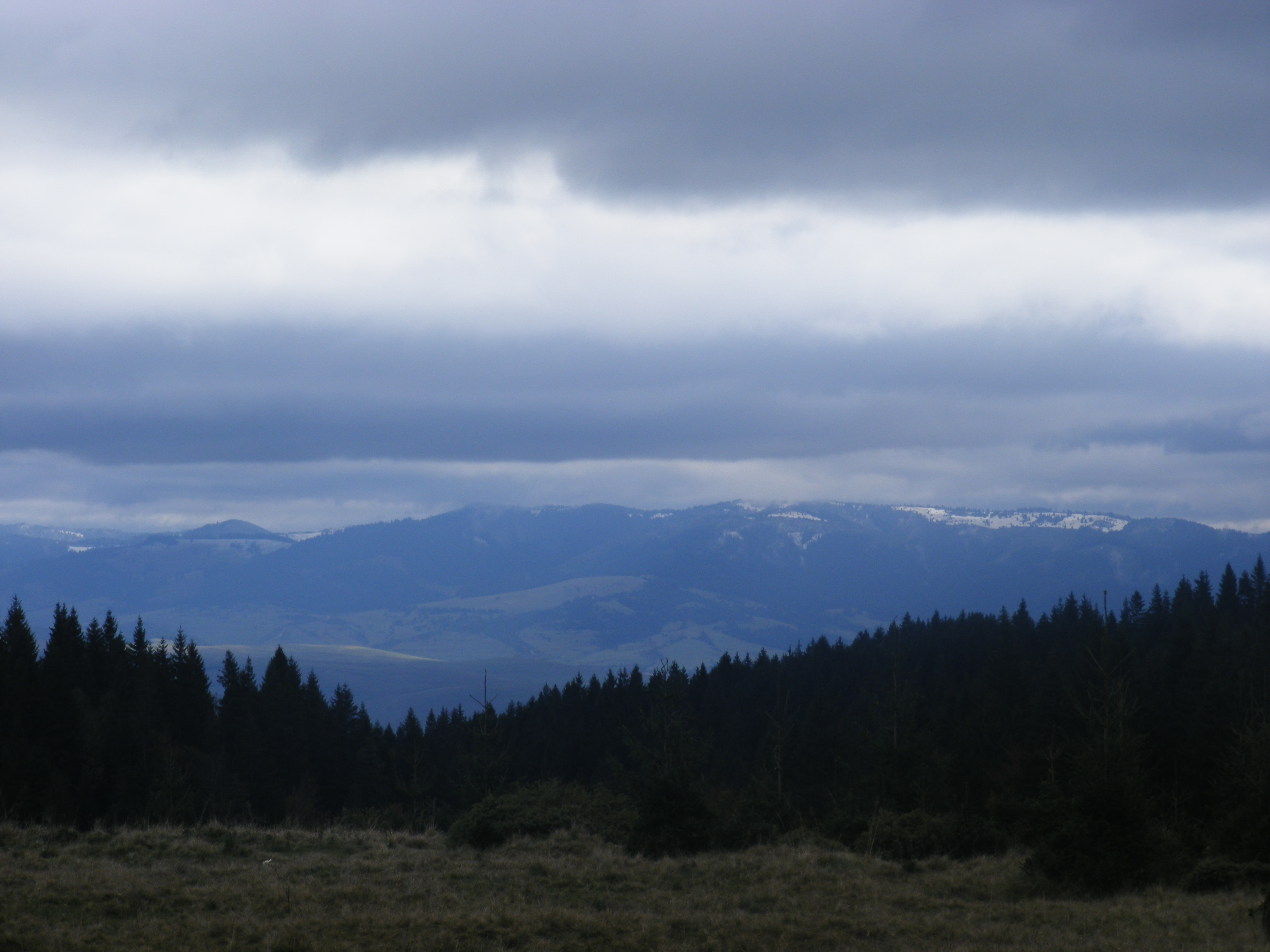
A Csíki-havasok a Hargitáról.